# Paratrigonoides mayri
Paratrigonoides mayri är en biart som beskrevs av Camargo och Roubik 2005. Paratrigonoides mayri ingår i släktet Paratrigonoides och familjen långtungebin. Inga underarter finns listade i Catalogue of Life.